# اسپارکو
اسپارکو (انگلیسی: Sparco) شرکت خودروسازی ایتالیایی است، که در سال ۱۹۷۷ توسط آنتونیو پاریسی تأسیس شد.